# 奥勒·舍伦

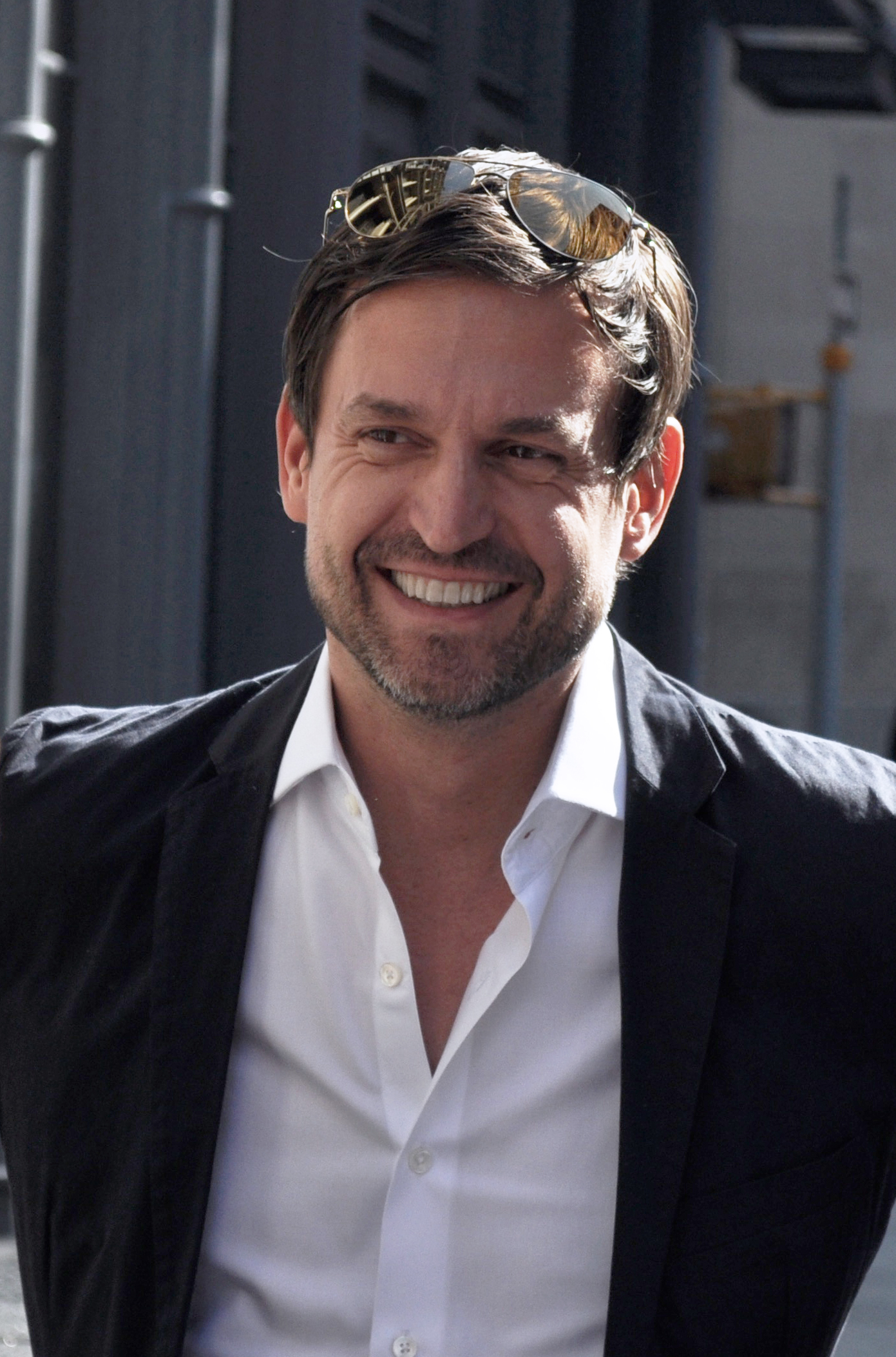
奧勒·舍伦(2016)

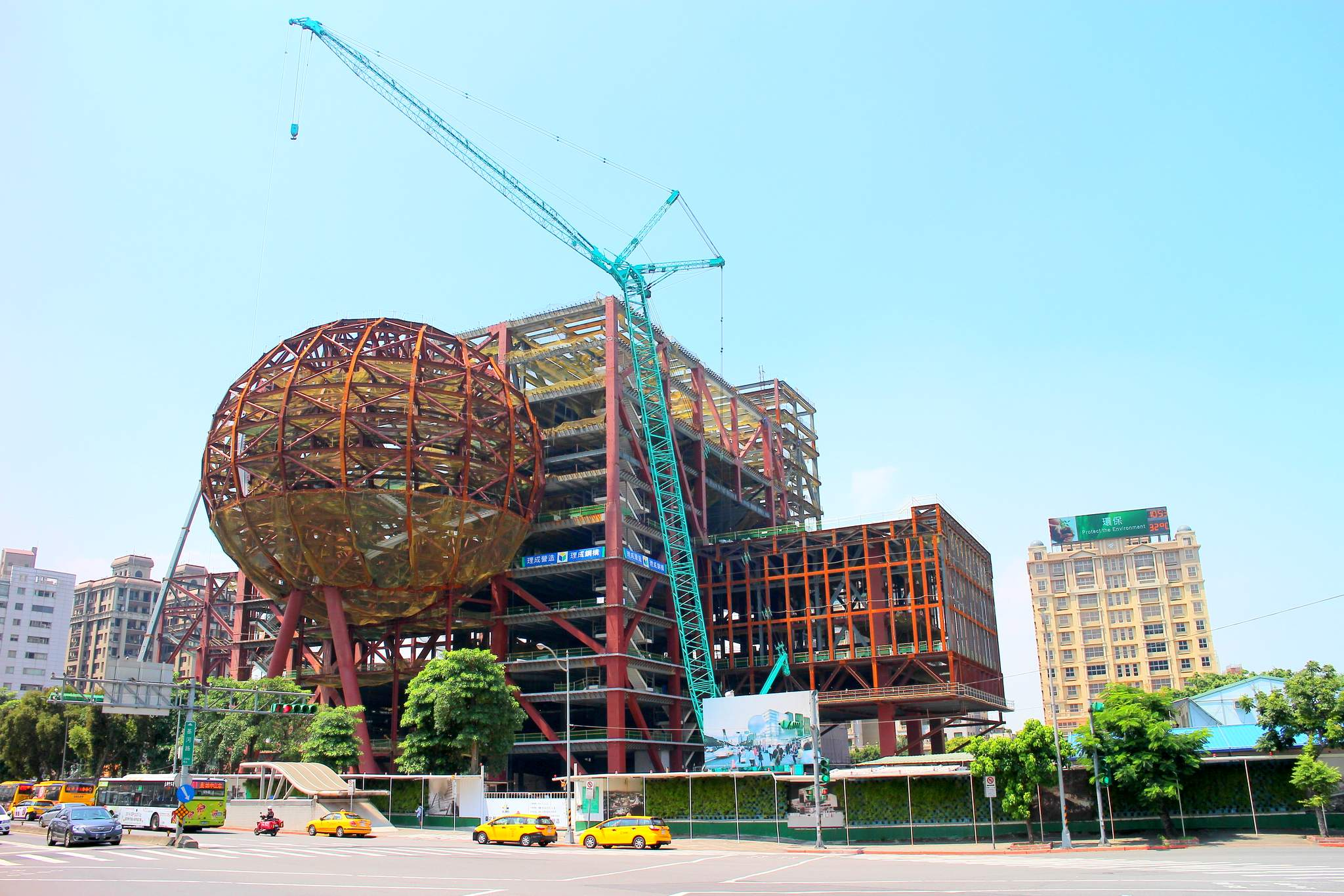
興建中的台北藝術中心(2014年8月)

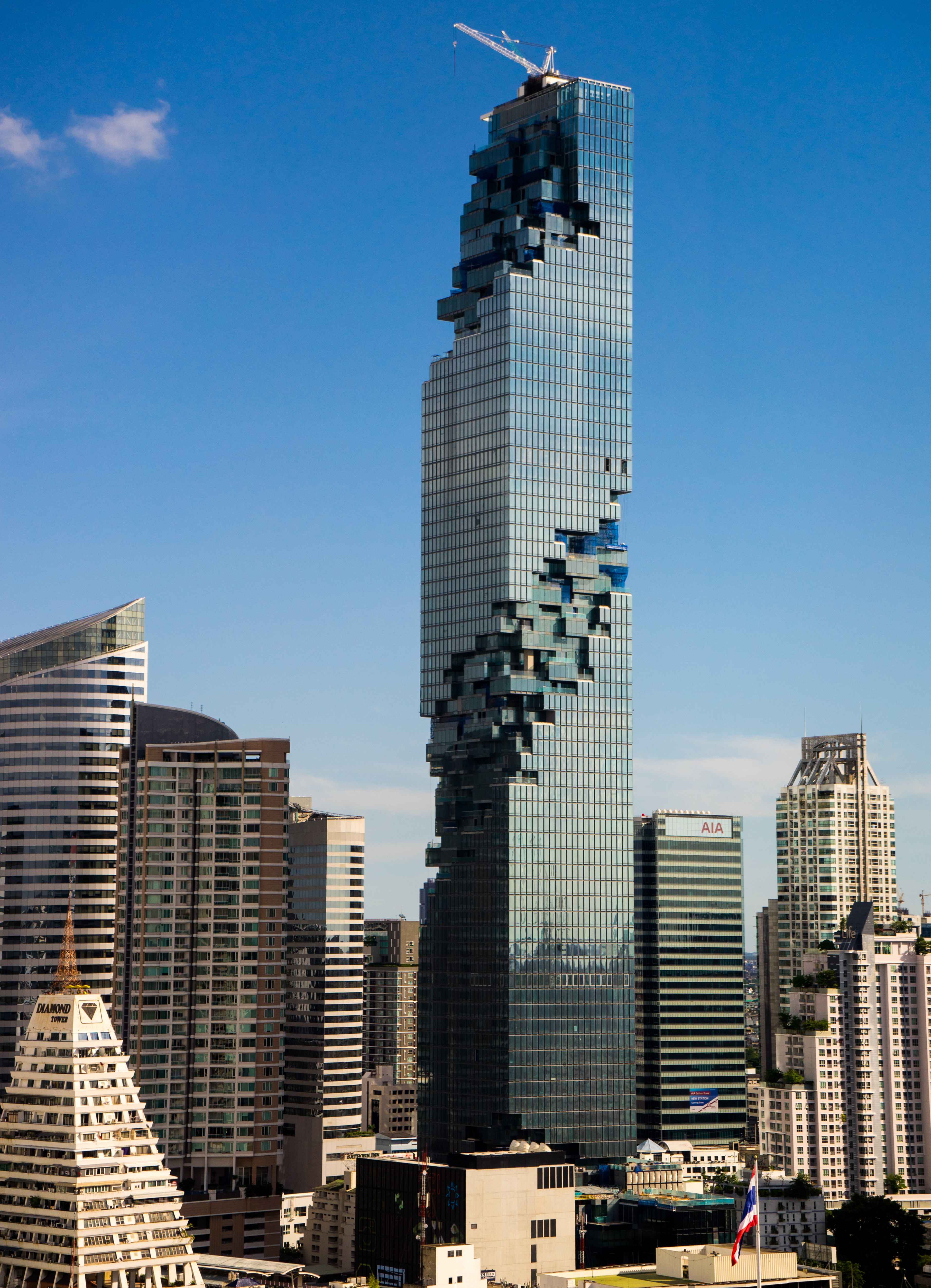
大京都大廈

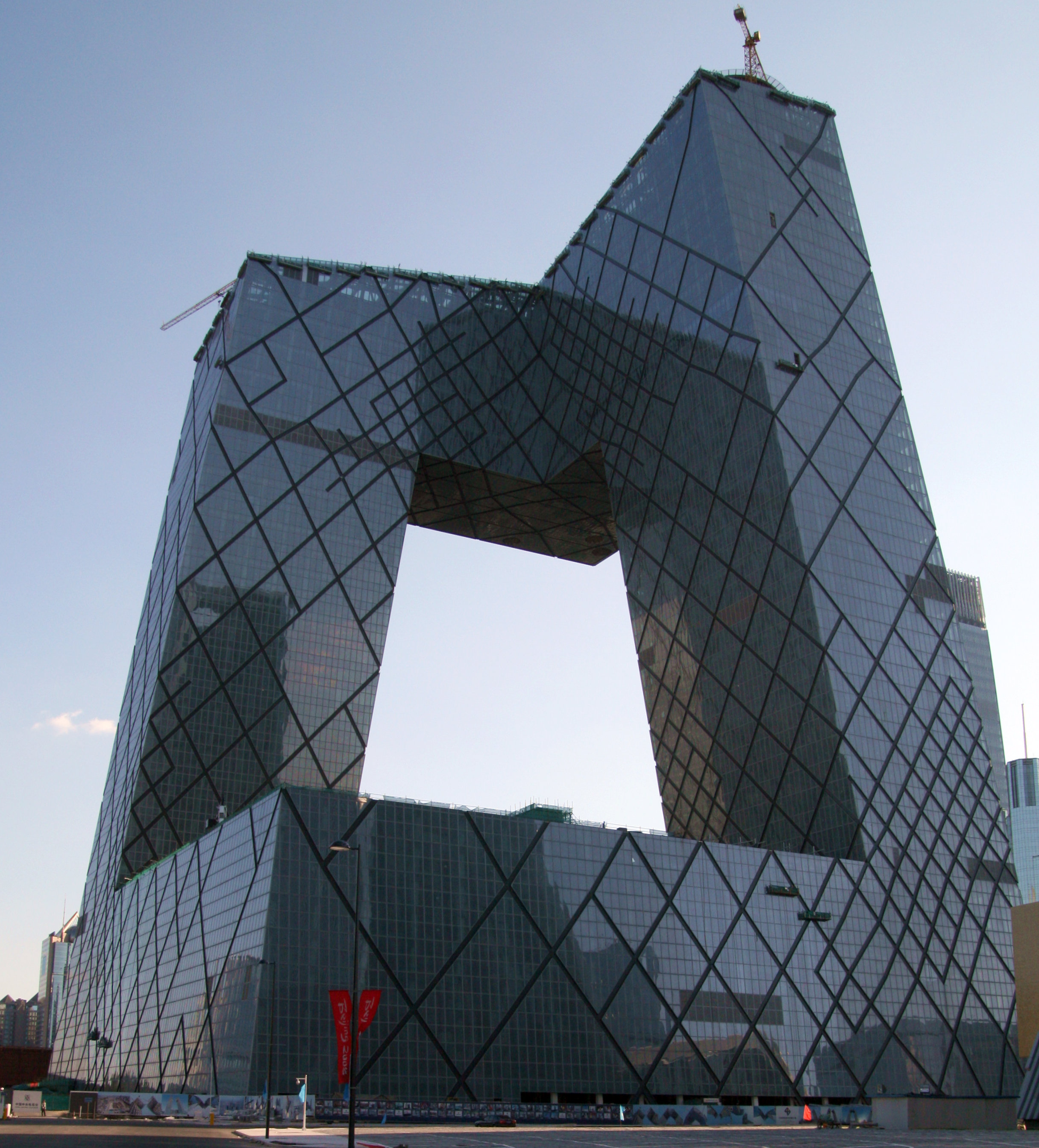
央視總部大樓

奥勒·舍伦（Ole Scheeren），又译奥雷·舍人，是国际知名的德国籍建筑师，Buro Ole Scheeren的设计主持和香港大学客座教授。Buro Ole Scheeren在北京、香港和伦敦设有办公室。舍伦先生曾在瑞士洛桑大学和德国卡尔斯鲁厄大学求学，后毕业于伦敦建筑协会学院，并获得英国皇家建筑师协会银奖。
Buro-OS事务所目前正在开展多个项目，包括位于吉隆坡中心的标志性建筑Angkasa Raya；为一名北京艺术家设计工作室/画廊以及新加坡的一个大型开发项目。舍伦先生对各种规模的新建筑模式进行研究和探索，当中包括发展新型动态表演艺术空间，以及重庆的800,000平方米的综合开发项目。除此之外，舍伦先生目前还在设计北京的一个艺术中心。
在2010年3月成立Buro Ole Scheeren北京和香港办公室之前，舍伦先生曾为雷姆·库哈斯的大都会建筑事务所（OMA）的总监和合伙人，主管OMA在亚洲的项目。作为主管合伙人，他主导并成功完成了OMA迄今为止最大的中国中央电视台（CCTV）和电视文化中心（TVCC）。其他项目包括曼谷310米高的综合大楼MahaNakhon、1040套单位的翠城新景（The Interlace）大型住宅综合体、新加坡高端公寓The Scotts大厦、上海一家媒体中心、深圳新市中心规划以及台北艺术中心。另外，他负责Prada项目，已完成了Prada纽约（2001）和洛杉矶旗舰店（2004）。他主导的其他项目包括北京图书大厦、首尔Leeum文化中心（2006）和洛杉矶郡立艺术馆。奥勒·舍伦多次参与各种艺术文化项目和展览，包括国际高层建筑奖项，米兰三年展，伦敦“China Design Now”展，伦敦Hayward画廊和曼谷的“移动的城市”展、首尔的媒体城市展和鹿特丹电影节等。2006年，他为纽约现代艺术博物馆在北京和纽约举办的关于CCTV项目的建筑展设计展览。他时常在不同的国际机构和会议上举办讲座，并被邀请担任国际奖项或竞赛的评委。

## 獎項
- 2010年：最佳建築（多單元）–亞太地產獎（The Interlace項目）
- 2008年：年度十大建築 – 《紐約客》 雜誌 （CCTV 項目）
- 2008年：最宏偉建築基地 – 《墻紙》 雜誌（CCTV 項目）
- 2008年：傑出設計– 國際建築獎（CCTV 項目）
- 2008年：TVCC入圍2008國際高層建築獎最終提名
- 2007年：世界最具雄心項目 –  《泰晤士報》（CCTV 項目）
- 2000年：英國皇家建築學會銀獎（英國皇家建築學會）
- 1997年：德国国家艺术基金会成员
- 1990年：施費爾獎章（德語文學獎）